# Sérgio Moraes
Sérgio Ricardo de Moraes (San Paolo, 23 luglio 1982) è un lottatore di arti marziali miste brasiliano. 
Attualmente combatte nella divisione dei pesi gallo per la promozione UFC. È stato tra i partecipanti del reality show The Ultimate Fighter: Brazil nel 2012.

## Carriera nelle arti marziali miste

### Ultimate Fighting Championship
Compie il suo debutto per la Ultimate Fighting Championship il 23 giugno 2012 all'evento UFC 147, contro il connazionale Cézar Ferreira, per decretare il vincitore del reality show The Ultimate Fighter: Brazil. Il lottatore di San Paolo ne uscirà sconfitto via decisione unanime dopo aver subito due atterramenti da parte del nemico.
Torna sull'ottagono il 13 ottobre seguente per sfidare Renée Forte a UFC 153. Moraes subisce l'iniziativa di Forte per gran parte dell'incontro ma riesce a intrappolarlo in una rear naked choke alla terza ripresa e ad aggiudicarsi la vittoria.
Il 3 agosto 2013 affronta invece lo statunitense Neil Magny a UFC 163, imponendosi via sottomissione al primo round. Tale vittoria gli vale anche il riconoscimento Submission of the Night.

## Risultati nelle arti marziali miste
| Risultato | Record | Avversario     | Metodo                  | Evento                                 | Data             | Round | Tempo | Città                  | Note |
| --------- | ------ | -------------- | ----------------------- | -------------------------------------- | ---------------- | ----- | ----- | ---------------------- | ---- |
| Vittoria  | 12–2–1 | Davi Ramos     | Decisione (unanime)     | UFC Fight Night: Belfort vs. Gastelum  | 11 marzo 2017    | 3     | 5:00  | Fortaleza, Brasile     |      |
| Vittoria  | 11–2–1 | Zak Ottow      | Decisione (non unanime) | UFC Fight Night: Bader vs. Nogueira 2  | 19 novembre 2016 | 3     | 5:00  | San Paolo, Brasile     |      |
| Pareggio  | 10–2–1 | Luan Chagas    | Pareggio (non unanime)  | UFC 198: Werdum vs. Miocic             | 14 maggio 2016   | 3     | 5:00  | Curitiba, Brasile      |      |
| Vittoria  | 10–2   | Omari Achmedov | KO tecnico (pugni)      | UFC Fight Night: Namajunas vs. VanZant | 10 dicembre 2015 | 3     | 2:18  | Las Vegas, Stati Uniti |      |